# Graikos
Graikos  este un oraș în Grecia în prefectura Arcadia.